# آندرس سولر
آندرس سولر (اسپانیایی: Andrés Soler‎؛ ۱۸ نوامبر ۱۸۹۸ – ۲۶ ژوئیهٔ ۱۹۶۹) بازیگر اهل مکزیک و عضوی از خاندان سولر بود.
از فیلم‌ها یا برنامه‌های تلویزیونی که وی در آن نقش داشته است، می‌توان به سمبررو اشاره کرد.